# Urbányi László
Urbányi László (eredeti neve: Urbanek László; 1930-ig) (Rákosszentmihály, 1902. január 29. – Budapest, 1974. május 7.) magyar vegyészmérnök, egyetemi tanár, a mezőgazdasági tudományok doktora (1952).

## Életpályája
Rákosszentmihályon született; apja szabómester volt, anyja neve Kratochwil Berta. 1920-ban érettségizett, majd 1926-ban vegyészmérnöki diplomát szerzett a budapesti József Műegyetemen. 1926-tól az Állatorvosi Főiskolán volt kutatóvegyész. Marek József és Wellmann Oszkár mellett részt vett az angolkór kutatásában. 1928-ban műszaki doktorátust szerzett. 1930-ban belföldi kutatóösztöndíjat kapott. 1931-ben a Műegyetemen egyetemi tanársegéd lett. 1935-től Gróh Gyula után a biokémiai laboratórium vezetője volt. 1937-ben egyetemi magántanárrá habilitálták. 1941-től egyetemi tanár lett. 1943-tól egyetemi nyilvános rendes tanár lett, a kémia előadója. 1948-tól a biofizika előadója volt. 1947-től az Agrártudományi Egyetem Állatorvostudományi Karán a kémiai intézet igazgatója volt. 1950-ben egyetemi nyilvános rendes tanár, majd dékánhelyettes lett. 1956–1957 között az önállósított Állatorvostudományi Főiskola megbízott igazgatója és a kémiai tanszék vezetője volt; e minőségében részt vett az intézményt érintő egyes forradalmi cselekményekben, beleértve a hallgatók felfegyverzését is, ami miatt fegyelmi eljárás indult ellene. 1957–1962 között az Állattenyésztési Kutatóintézet tudományos munkatársa, 1962–1967 között főmunkatársa volt. 1967–1974 között tudományos szaktanácsadóként tevékenykedett.
Tudományos munkája – melynek eredményeit 200-nál több dolgozatban közölte – a fizikai és analitikai kémián kívül leginkább az állati szervezet ásványi anyagellátása és a takarmányozás biokémiája terén jelentős.

## Művei
- Takarmányozási tabella és útmutató (Budapest, 1928)
- Rachitis (Budapest, 1930, 1932)
- Háziállatok takarmányozása (Budapest, 1943)
- Általános kémia (Budapest, 1956)

## Díjai
- az Agrártudományi Egyetem aranykoszorús jelvénye (1961)
- Tessedik Sámuel-emlékérem (1964)
- Újhelyi Imre-emlékérem (1966)
- Wellmann Oszkár-emlékérem (1973)

## Jegyzet
1. ↑  http://mek.oszk.hu/00300/00355/html/ABC16127/16211.htm. (Hozzáférés: 2017. október 9.)
2. ↑  Petőfi Irodalmi Múzeum. Petőfi Irodalmi Múzeum . (Hozzáférés: 2020. május 30.)
3. ↑  A Földművelésügyi Minisztérium előterjesztése a Magyar Szocialista Munkáspárt Politikai Bizottságához az agrárfelsőoktatási intézmények egyes tanszékvezetőinek ellenforradalmi tevékenység alapján történő felelősségrevonása tárgyában. 1957. augusztus 18. Magyar Nemzeti Levéltár Országos Levéltára, XIX-K-1-c-116, 0059/1957